# Sid Meier’s Railroads!
Sid Meier’s Railroads! – strategiczna gra komputerowa, symulująca rywalizację baronów kolejowych o wpływy na rynku. Zaprojektowana przez Sida Meiera na platformie Gamebryo. Została wydana w październiku 2006.
Pozycja jest sequelem gry Railroad Tycoon 3. Inspiracją dla Sida Meiera w redesignie gry była wizyta w Miniatur Wunderland w Hamburgu.

## Opis
Gracz buduje sieć torów kolejowych w różnorodnym terenie: na nizinie, ale również na terenie górzystym i poprzez rzeki. Łącząc miasta, można zarabiać na przewozie pasażerów, poczty i różnych towarów między nimi. Im więcej towarów danego typu jest dostępnych na rynki, ich cena spada.
Gra posiada różne scenariusze historyczne, oparte na mapie USA i Europy.

## Przyjęcie
Średnia ocena gry w Metacritic to 77/100. IGN dał grze ocenę „8.0”, czyli „imponująca”.